# İbrahim Okyay
İbrahim Okyay (ur. 1 sierpnia 1969 roku w Stambule) – turecki kierowca wyścigowy.

## Kariera
Okyay rozpoczął karierę w międzynarodowych wyścigach samochodowych w 2006 roku, od startów podczas tureckiej rundy World Touring Car Championship. W wyścigach uplasował się odpowiednio na dziewiętnastej i czternastej pozycji. Dwa lata później wystartował w pełnym sezonie, jednak nie zdobywał punktów, plasując się w najlepszym przypadku na dziesiątej pozycji. W 2011 roku powrócił do serii z ekipą Borusan Otomotiv Motorsport, gdzie wystartował jedynie podczas włoskiej i niemieckiej rundy nie zdobywając punktów. Poza WTCC Turek startował także w European Touring Car Cup oraz 24 Hours of Barcelona.